# Douglas SBD Dauntless
Douglas SBD Dauntless (Dũng cảm) là kiểu máy bay ném bom bổ nhào chủ yếu trong giai đoạn nửa đầu của Thế Chiến II của Hải quân Hoa Kỳ. Chiến công đáng chú ý (và cũng là nổi tiếng) nhất của nó là giáng những quả bom chí mạng, vô hiệu hóa và dẫn tới việc đánh chìm toàn bộ 4 tàu sân bay (Akagi, Kaga, Hiryu và Soryu) của Hải quân Nhật trong Trận chiến Midway. Các máy bay này cũng vô hiệu hóa và dẫn tới việc đánh chìm chiếc tàu tuần dương Mikuma (tàu chị em với chiếc Mogami), và nó là chiếc máy bay đánh chìm được nhiều tàu nhất tại Thái Bình Dương so với mọi kiểu máy bay khác của quân Đồng Minh. Cho đến cuối cuộc chiến, nó dần được thay thế bởi chiếc SB2C Helldiver bay nhanh hơn và trang bị nặng hơn trong vai trò ném bom bổ nhào trên tàu sân bay.
So với những máy bay ném bom bổ nhào cùng thời như Junkers Ju 87 của Đức hay Aichi D3A của Nhật thì chiếc Dauntless có khả năng mang theo khối lượng bom lớn hơn, mặc dù ngang bằng về tốc độ. Điểm mạnh của thiết kế Dauntless so với hai thiết kế trên là bộ càng đáp xếp được, giúp giảm lực cản khí động và đồng nghĩa với việc chiếc Dauntless có thể cơ động hơn. Lục quân Hoa Kỳ cũng có phiên bản riêng của chiếc SBD, tên là A-24 Banshee (Banshee: nữ thần báo tử trong thần thoại Ireland), nguyên là cùng một kiểu máy bay với vài thay đổi (bỏ bớt móc hãm không cần thiết và bánh đáp khác). Hai phiên bản A-24A và A-24B được sản xuất và được Lục quân sử dụng trong và sau chiến tranh.

## Thiết kế và phát triển
SBD được thiết kế tại công ty Douglas bởi một nhóm các nhà thiết kế do Ed Heinemann lãnh đạo. Thiết kế của SBD được phát triển dựa trên thiết kế của mẫu máy bay Northrop BT không thành công trước đó. Nó sử dụng động cơ Wright R-1820 Cyclone 9 xi lanh 1.000 mã lực. Việc sản xuất hàng loạt mẫu máy bay này được bắt đầu vào năm 1940. Một năm trước đó, cả Hải quân và Thủy quân Lục chiến đều đặt hàng một kiểu máy bay ném bom bổ nhào mới, đặt tên là SBD-1 và SBD-2 (kiểu sau có dự trữ nhiên liệu nhiều hơn và trang bị vũ khí khác biệt). Chiếc đầu đưa vào hoạt động cho Thủy quân Lục chiến vào cuối năm 1940, trong khi chiếc sau bắt đầu sử dụng trong Hải quân vào đầu năm 1941.
Phiên bản tiếp theo, SBD-3, bắt đầu sản xuất từ đầu năm 1941. Nó được tăng cường giáp bảo vệ, trang bị thùng nhiên liệu tự hàn kín, và 4 súng máy. Kiểu SBD-4 có hệ thống cấp điện 12 vôn (thay vì 6 vôn), và một số ít được biến cải thành kiểu SBD-4P dùng cho mục đích trinh sát.

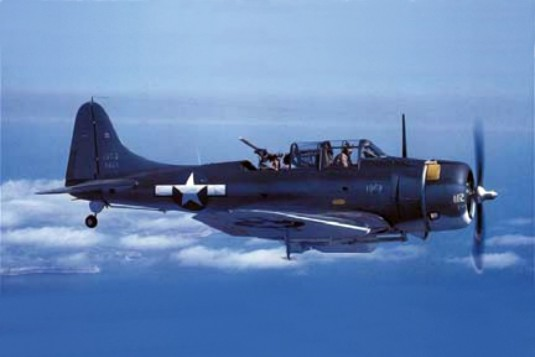
SBD-5

Phiên bản kế tiếp và là phiên bản được sản xuất nhiều nhất, SBD-5, được sản xuất chủ yếu tại nhà máy của Douglas tại Tulsa, Oklahoma. Nó được trang bị động cơ 1.200 mã lực (895 kW) và tăng cường vũ khí. Có trên 2.400 chiếc được sản xuất, và một số được xuất sang Hải quân Hoàng gia Anh để đánh giá. Ngoài những hoạt động trong quân đội Mỹ, nó cũng tham gia chống Nhật trong Phi Đội 25 của Không quân Hoàng gia New Zealand mà nhanh chíng thay thế bởi những chiếc máy bay tiêm kích-ném bom F4U Corsair hiện đại hơn, và chống lại quân Đức bởi Không quân Pháp Tự do. Một ít cũng được gửi sang México. Phiên bản cuối cùng SBD-6, có thêm những cải tiến khác nhưng việc sản xuất kết thúc vào mùa Hè năm 1944.
Tổng cộng có 5.936 chiếc SBD các kiểu, bao gồm A-24A và A-24B của Lục quân, được sản xuất.

## Lịch sử hoạt động

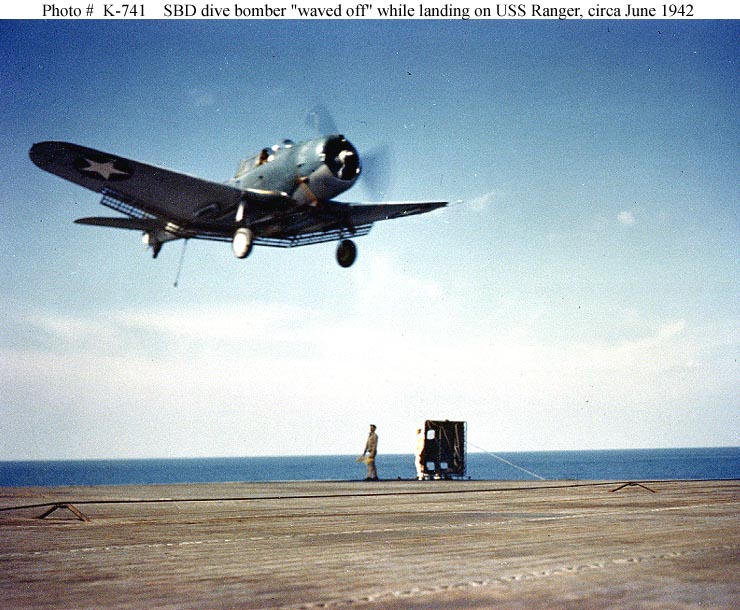
SBD Dauntless đang bay quanh lại để cố gắng hạ cánh lần nữa, sau khi nhận tín hiệu đáp hỏng từ Sĩ quan Tín hiệu Hạ cánh trên chiếc tàu sân bay USS Ranger (CV-4), khoảng tháng 6 năm 1942

Douglas SBD Dauntless là máy bay ném bom bổ nhào chủ lực của Hải quân Hoa Kỳ từ giữa năm 1940 cho đến cuối năm 1943, khi nó được bổ sung (mặc dù không hoàn toàn thay thế) bởi SB2C Helldiver.
SBD tham gia chiến đấu ngay những ngày đầu của Mặt trận Thái Bình Dương, khi những chiếc Dauntless hạ cánh xuống Hawaii từ tàu sân bay USS Enterprise (CV-6) bị cuốn hút vào Trận chiến Trân Châu Cảng. Hoạt động chính đầu tiên là trong Trận chiến Biển San Hô, khi SBD và TBD đánh chìm chiếc tàu sân bay Nhật Shōhō. SBD cũng được dùng trong nhiệm vụ tuần tra trên không chống ngư lôi và ghi được nhiều chiến công chống máy bay Nhật đang cố gắng tấn công tàu sân bay Lexington và Yorktown. Vũ khí trang bị khá mạnh của nó (hai súng máy cỡ nòng.50 bắn ra phía trước và 1 đến 2 khẩu cỡ nòng.30 gắn linh động) quá đủ để chống lại những máy bay chiến đấu mong manh của Nhật, nên nhiều nhóm phi công-xạ thủ đã thể hiện thái độ năng nổ chống lại máy bay địch tấn công họ. Một phi công, "Swede" Vejtasa, bị 8 chiếc A6M-Zero tấn công đã cầm cự và bắn hạ 3 chiếc sau đó.  Lưu trữ ngày 18 tháng 11 năm 2007 tại Wayback Machine Kỹ năng của một phi công tiêm kích đã bộc lộ rõ ràng và anh được chuyển ngay sang phi đội tiêm kích. Trong tháng 10 năm 1942 anh bắn rơi 7 máy bay địch trong chỉ 1 ngày. Tuy nhiên, đóng góp quan trọng nhất của SBD trong chiến tranh là vào Trận chiến Midway (đầu tháng 6 năm 1942), khi máy bay ném bom bổ nhào SBD đánh chìm cả bốn chiếc tàu sân bay chủ yếu của Nhật (Akagi, Kaga, Sōryū và Hiryū) cũng như làm hư hại nặng hai tàu tuần dương Nhật (kể cả chiếc Mikuma, bị chìm trước khi một tàu khu trục Nhật đánh đắm nó).
Tại Midway, SBD của Thủy quân Lục chiến không hiệu quả bằng. Một phi đội hoạt động ngoài khơi đảo Midway, không được huấn luyện kỹ thuật "Bổ nhào"; thay vào đó, những phi công mới vận dụng cách lướt thả bom chậm nhưng dễ dàng hơn, dẫn đến tổn thất nặng. Các phi đội xuất phát từ tàu sân bay, cách khác, hiệu quả hơn, phối hợp với sự hộ tống của những chiếc máy bay tiêm kích F4F Wildcat. Cũng cần nói rằng sự thành công của cách ném bom bổ nhào được dựa trên 2 tình huống quan trọng: trước tiên và quan trọng nhất, các tàu sân bay Nhật thực sự đang ở lúc nhạy cảm nhất: những chiếc máy bay ném bom chuẩn bị xung trận với những vòi tiếp nhiên liệu và bom đạn trải ra khắp sàn chứa máy bay. Hai là, cuộc tấn công đầy quả cảm nhưng bất hạnh của các phi đội máy bay ném ngư lôi TBD Devastator từ các tàu sân bay Mỹ đã lôi kéo những máy bay tiêm kích Nhật bảo vệ ra khỏi hướng đến của những máy bay ném bom bổ nhào, làm nó không thể ngăn chặn những chiếc Dauntless, khiến việc tấn công của SBD không bị trở ngại.
Kế đó, SBD tham gia chiến dịch Guadalcanal, xuất phát từ các tàu sân bay Mỹ và từ sân bay Henderson trên đảo Guadalcanal. Những chiếc Dauntless góp phần làm thiệt hại nặng các tàu chiến Nhật trong chiến dịch, kể cả đắm đắm chiếc tàu sân bay Nhật Ryūjō gần quần đảo Solomon vào ngày 24 tháng 8năm 1942, làm hư hại 3 chiếc khác trong chiến dịch kéo dài 6 tháng. SBD tiếp tục đánh đắm đắm 1 tàu tuần dương và 9 tàu vận tải trong trận đánh Guadalcanal này.
Trong những thời điểm quyết định của chiến cuộc tại Mặt trận Thái Bình Dương, những điểm mạnh và yếu của SBD đã bộc lộ rõ ràng. Điều thú vị là, trong khi điểm mạnh của Mỹ là ném bom bổ nhào, người Nhật nhấn mạnh đến những chiếc máy bay ném ngư lôi Nakajima B5N "Kate" của họ, vốn đã gây ra phần lớn những tổn thất của Mỹ trong Trận chiến Trân Châu Cảng.
Mặc dù đã tỏ ra lạc hậu vào năm 1941, SBD vẫn được tiếp tục sử dụng cho đến năm 1944 khi những chiếc Dauntless tham gia trận chiến lớn cuối cùng là Trận chiến Biển Philippine. Tuy vậy, một số phi đội Thủy quân Lục chiến tiếp tục sử dụng Dauntless cho đến hết chiến tranh. Trong Hải quân nó được thay thế bởi SB2C Helldiver, trong sự tiếc nuối của phi công, đa số tin rằng chiếc "Chậm mà Chết người" Dauntless tốt hơn chiếc Helldiver, bị đặt tên lóng là "Tên đáng ghét hạng 2". Dauntless là một trong những máy bay quan trọng nhất trên Mặt trận Thái Bình Dương trong Thế Chiến II, đánh chìm nhiều tàu địch hơn bất kỳ máy bay Mỹ hay Đồng Minh nào khác tại Thái Bình Dương Pacific. Thêm vào đó, Barrett Tilman, trong quyển sách của mình về Dauntless, cho biết về những chiến công không chiến hạ máy bay địch của Dauntless, vốn rất hiếm hoi trong hạng các máy bay ném bom.

## Các nước sử dụng
Úc

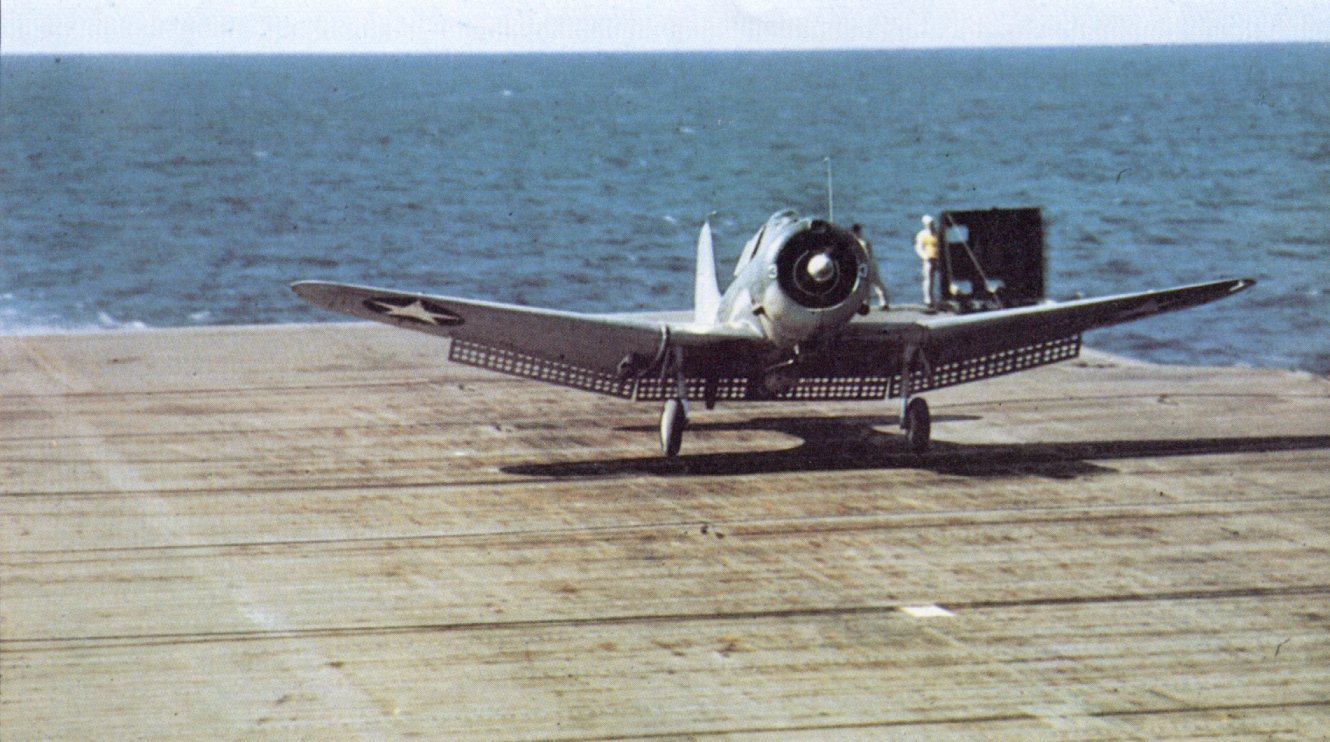
SBD Dauntless hạ cánh trên tàu sân bay USS Ranger (CV-4)

- Không quân Hoàng gia Australia sử dụng A-24B Banshee.

 Chile
- Không quân Chile sử dụng A-24B Banshee.

 Pháp
- Không quân Pháp

 México
- Không quân Mexico

 Maroc
- Cảnh sát Sa mạc Maroc[1]

 New Zealand
- Không quân Hoàng gia New Zealand

 Anh Quốc
- Hải quân Hoàng gia Anh

 Hoa Kỳ
- Không lực Lục quân Hoa Kỳ
- Thủy quân Lục chiến Hoa Kỳ
- Hải quân Hoa Kỳ

## Đặc điểm kỹ thuật (Douglas SBD Dauntless)

Xạ thủ súng máy cỡ nòng.30 của chiếc SBD Dauntless trên tàu sân bay USS Independence (CVL-22), 30 tháng 4-1943.

Douglas SBD Dauntless

### Đặc điểm chung
- Đội bay: 02 người (phi công, xạ thủ súng máy kiêm điện báo viên)
- Chiều dài: 10,08 m (33 ft 1 in)
- Sải cánh: 12,65 m (41 ft 6 in)
- Chiều cao: 4,14 m (13 ft 7 in)
- Diện tích cánh: 30,19 m² (325 ft²)
- Trọng lượng không tải: 2.905 kg (6.404 lb)
- Trọng lượng có tải: 4.843 kg (10.676 lb)
- Trọng lượng cất cánh lớn nhất: 4.853 kg (10.700 lb)
- Động cơ: 1 x động cơ Wright R-1820-60 bố trí vòng tròn, công suất 1.200 mã lực (895 kW)

### Đặc tính bay
- Tốc độ lớn nhất: 410,38 km/h (255 mph)
- Tầm bay tối đa: 1.243,8 km (773 miles)
- Trần bay: 7.780 m (25.530 ft)
- Tốc độ lên cao: 8,6 m/s (1.700 ft/min)
- Áp lực cánh: 160,4 kg/m² (32,8 lb/ft²)
- Tỉ lệ công suất/khối lượng: 0,18 kW/kg (0,11 hp/lb)

### Vũ khí
- 2 x súng máy Browning M2 12,7 mm (0,5 in) bắn ra phía trước
- 1 x súng máy Browning M1919 7,62 mm (0,3 in) do xạ thủ điều khiển; sau này tăng lên 2 khẩu cùng cỡ nòng
- 1.020 kg (2.250 lb) bom

## Nội dung liên quan

### Máy bay liên quan
- Northrop YA-13
- Northrop A-17
- Northrop BT

### Máy bay tương tự
- Aichi D3A
- Blackburn Skua
- Breda Ba.65
- Brewster SB2A Buccaneer
- Curtiss SB2C Helldiver
- Fairey Barracuda
- Junkers Ju 87 Stuka
- Vought SB2U Vindicator
- Vultee A-31 Vengeance

### Trình tự thiết kế
- Hải quân: SBC - SB2C - SB3C - SBD - XSB2D - SBU - SB2U
- Lục quân: XA-21 - A-22 - A-23 - A-24 - A-25 - A-26 - A-27

### Danh sách liên quan
- Danh sách máy bay chiến đấu
- Danh sách máy bay quân sự của Hoa Kỳ
- Danh sách máy bay trong Chiến tranh Thế giới II
- Danh sách máy bay cường kích